# Fengari
Fengari, també coneguda com a Saos (en grec: Σάος o Φεγγάρι) és la muntanya més alta de l'illa egea de Samotràcia, Grècia, amb una altitud de 1.611 metres.

## Etimologia
El nom anterior de la muntanya, Sàos, que significa segur, encara s'utilitza en alguns mapes. El nom comú actual, però, és Fengari o Fenghári i significa lluna.
Segons una llegenda local, tothom que es quedi al cim de la muntanya durant la nit d'una lluna plena veurà alguna cosa que desitgi que es faci realitat.

## Història
Durant l'antiguitat clàssica, aquesta muntanya va ser molt útil per a la navegació dels navegants, a causa de la seva relativa alçada i prominència. A la llegenda, Posidó va veure la Guerra de Troia des del cim.

## Accés al cim
La forma més fàcil d'accedir al cim Fengari és a través del costat nord de la muntanya. Durant l'estiu, aquesta zona pot contenir una quantitat considerable de núvols i boires. En dies clars, però, la vista des d'aquesta zona inclou una gran part del mar Egeu septentrional i s'estén des de la carretera de Tròade a l'est fins al mont Atos a l'oest.

## Medi ambient
A causa de la seva alçada i la diversitat del seu clima, a Fengari es poden trobar moltes espècies de plantes molt interessants i rares. Als seus penya-segats i gorges, per exemple, es pot trobar Polygonum icaricum: només creix a Samotràcia i a Icària. Diverses subespècies de Potentilla montana també creixen a prop del cim de la muntanya. A més, la muntanya conté una varietat d'ocells molt rica i diversa.